# Real Orden Militar de San Jorge
La Real Orden Militar de San Jorge es una orden militar de caballería del Reino de Tonga.

## Historia
Fue fundada por el rey Jorge Tupou V en 2009 para recompensar los servicios militares distinguidos y meritorios de los miembros de los servicios uniformados, incluidos los servicios de defensa de Tonga y los extranjeros.

## Clases
El Orden está otorgado en cinco clases:
- Gran Cruz (GCStG)
- Gran Oficial (GOStG)
- Comendador (CStG)
- Oficial (OStG)
- Miembro (MStG)

## Insignia
- La medalla consiste en una cruz griega esmaltada de rojo y bordeada de oro, teniendo en el centro un medallón que lleva en el centro un esmalte en miniatura que representa a San Jorge matando al dragón, todo rodeado por un anillo de esmalte rojo con la inscripción en oro "ROYAL MILITARY ORDER OF ST GEORGE" ("Real  Orden Militar Orden de San Jorge"). La medalla es sostenida en la cinta por una corona de oro real de Tonga.
- La placa de la Orden parece un medallón con una miniatura de esmalte que representa a San Jorge matando al dragón en el centro, todo rodeado por un anillo de esmalte rojo con la inscripción en oro "ROYAL MILITARY ORDER OF ST GEORGE" ("Real  Orden Militar Orden de San Jorge"). Todo está montado sobre una estrella radiante en forma de diamante.
- La cinta es completamente de color rojo oscuro.